# Henrik Szklany
Henrik Szklany (født i 1985) er en dansk dramatiker der blev uddannet fra dramatikeruddannelsen ved Aarhus Teater i 2013.

## Karriere
Henrik Szklany vandt i 2014 Danske Dramatikeres Talentpris sammen med Eini Carina Grønvold. Samme år var han forfatter på Mit liv som træ – en Reumert-drøm - en særforestilling, der dannede rammen om Årets Reumert-prisuddeling, instrueret af Minna Johannesson.
Under sin tid på dramatikeruddannelsen skrev Henrik Szklany blandt andet stykkerne Nekrologer (2012), der blev opført på Aarhus Teater, skolestykket Bygning 4-7-12 (2013) om Gellerupparken i Aarhus og afgangsstykket Justine (2013) - et one-man show, der både blev opført på Teater Momentum i Odense og Husets Teater i København.
Efter skoletiden har Henrik Szklany skrevet stykket #bitch #kælling #backstabber om digital mobning blandt børn. Stykket blev opført på teatret Filuren i Aarhus.
Stykket Altid for AaB havde premiere på Aalborg Teater i foråret 2014. Altid for AaB handler om den fiktive problematiske sæson efter AaB Fodbolds fjerde danmarksmesterskab. Premieredatoen faldt to dage før klubben i virkelighedens verden vandt sit fjerde mesterskab.
I oktober 2014 har Baggårdteatret i Svendborg premiere på stykket 839 Dage om danmarkshistoriens længste kidnapning. Det er historien om de to sømænd Søren Lyngbjørn og Eddy Lopez, der blev taget til fange af somaliske pirater i 2011. Henrik Szklany har fået fortalt historien af dem begge og har skrevet stykket.
I 2019 er der premiere på endnu en stykke med rødder i virkeligheden fra Henrik Szklanys pen, nemlig doku-satiren Corydong - om børsnoteringen af Dong (i dag Ørsted), som førte til, at den amerikanske investeringsbank Goldman Sachs tjente milliarder. Stykket har premiere på Teatret Svalegangen i Aarhus i 2019.

### Røde Orm
I forbindelse med, at Aarhus var Europæisk Kulturhovedstad i 2017 skrev Henrik Szklany stykket Røde Orm, som er baseret på Frans G. Bengtssons eventyrroman fra 1940’erne af samme navn. Det Kongelige Teater stod bag opsætningen i samarbejde med Moesgaard Museum. Røde Orm fik blandede anmeldelser, men stykket var alligevel en publikumssucces og solgte 92.000 billetter. Efter opsætningen på Moesgaard blev Røde Orm i 2018 sat op i Dyrehaven nord for København.

### Kongens Fald
Efter successen med Røde Orm satte Det Kongelige Teater Henrik Szklany til at dramatisere den klassiske, danske roman Kongens Fald. Forestillingen havde premiere i 2018 i et samarbejde med Aarhus Teater, der lagde scene til stykket i 2019. Ligesom Røde Orm klarede Kongens Fald sig glimrende ved billetlugerne, selvom anmelderne ikke var imponerede. Henrik Szklany fik dog ros for "(...) en loyal og spillevende dramatisering af romanen".